# (32687) 3166 T-1
3166 T-1 (asteroide 32687) é um asteroide da cintura principal. Possui uma excentricidade de 0.10193670 e uma inclinação de 14.75641º.
Este asteroide foi descoberto no dia 26 de março de 1971 por Cornelis Johannes van Houten e Ingrid van Houten-Groeneveld e Tom Gehrels em Palomar.